# Harisnyás Pippi kalandjai (televíziós sorozat, 1969)
A Harisnyás Pippi kalandjai (eredeti cím: Pippi Langstrump) svéd–NSZK televíziós filmsorozat, amelyet Olle Hellbom rendezett. A forgatókönyvet Astrid Lindgren írta, a zenéjét  Konrad Elfers szerezte, a producerei Olle Nordemar és Ernst Liesenhoff voltak, a főszerepet Inger Nilsson játszotta. Svédországban a SVT adta.

## Ismertető
A főhős neve: Pippi. A tengerparton él egy kicsi városban. Jellemeiben: rakoncátlan, vadóc, szeplős, copfos, vörös hajú kislány. A pici város határán van egy kert, amely nem gondozott. Ebben a kertben egy roskatag öreg ház áll, és ezon belül ebben a házban egyedül él a 9 éves kislány, az anyja, és az apja nélkül él ott egyedül. De nem igazán búsul emiatt, mert nem figyelmezteti senki sem arra, hogy mikor feküdjön le, sem arra, hogy csukamájolajat egyen. Együtt él, a lovával, Nilsson úrral és a majmával. Van egy másik ház is a Villekulla-villa mellett, amely egy másik kert közepén van. Ebben egy édesanya és egy apa él, és van két aranyos gyermekük, egy fiú és egy lány. A fiú neve: Tomi, a lány neve pedig: Annika. Boldogan játszadoznak, de már régóta nagyon vágynak rá, hogy egy új barátjuk is legyen.

## Szereplők
| Szereplő          | Színész         | Magyar hang | Leírás                                                                   |
| ----------------- | --------------- | ----------- | ------------------------------------------------------------------------ |
| Pippi             | Inger Nilsson   | ?           | A vörös hajú, szeplős, copfos, rakoncátlan, vadóc kislány, a főszereplő. |
| Annika            | Maria Persson   | ?           | A szőke hajú kislány, Pippi egyik játszótársa.                           |
| Tomi              | Pär Sundberg    | ?           | A barna hajú kisfiú, aki Pippi másik játszótársa.                        |
| Fröken Prysselius | Margot Trooger  | ?           |                                                                          |
| Dunder-Karlsson   | Hans Clarin     | ?           |                                                                          |
| Blom              | Paul Esser      | ?           |                                                                          |
| Settergren úr     | Fredrik Ohlsson | ?           |                                                                          |

## Epizódok
| #   | Magyar cím | Eredeti cím                         |
| --- | ---------- | ----------------------------------- |
| 1.  | ?          | Pippi flyttar in i Villa Villekulla |
| 2.  | ?          | Pippi är sakletare och går på kalas |
| 3.  | ?          | Pippi går i affärer                 |
| 4.  | ?          | Pippi ordnar en utflykt             |
| 5.  | ?          | Pippi får besök av tjuvar           |
| 6.  | ?          | Pippi går på tivoli                 |
| 7.  | ?          | Pippi i den första snön             |
| 8.  | ?          | Pippis jul                          |
| 9.  | ?          | Pippi hittar en spunk               |
| 10. | ?          | Pippis ballongfärd                  |
| 11. | ?          | Pippi är skeppsbruten               |
| 12. | ?          | Pippi håller avskedskalas           |
| 13. | ?          | Pippi går ombord                    |